# Сассекс (округ, Нью-Джерсі)
Шаблон:StateAbbr_ 41°08′ пн. ш. 74°41′ зх. д. / 41.14° пн. ш. 74.69° зх. д.
Округ  Сассекс (англ. Sussex County) — округ (графство) у штаті  Нью-Джерсі, США. Ідентифікатор округу 34037.

## Історія
Округ утворений 1753 року.

## Демографія
За даними перепису 
2000 року 
загальне населення округу становило 144166 осіб, зокрема міського населення було 87038, а сільського — 57128.
Серед мешканців округу чоловіків було 71338, а жінок — 72828. В окрузі було 50831 домогосподарство, 38805 родин, які мешкали в 56528 будинках.
Середній розмір родини становив 3,24.
Віковий розподіл населення поданий у таблиці:
| Стать    | До 15 років | 15-21 | 22-29 | 30-39 | 40-49 | 50-65 | 65-85 | Понад 85 |
| -------- | ----------- | ----- | ----- | ----- | ----- | ----- | ----- | -------- |
| Чоловіки | 17199       | 6218  | 5203  | 11785 | 13280 | 12205 | 4992  | 456      |
| Жінки    | 16492       | 5760  | 5399  | 12299 | 13422 | 11752 | 6534  | 1170     |

## Суміжні округи
- Орандж, Нью-Йорк – північний схід
- Пассаїк – схід
- Морріс – схід і південь
- Воррен – південний захід
- Монро, Пенсільванія – захід
- Пайк, Пенсільванія – північний захід (за річкою Делавер)

## Виноски
1. ↑  Forstall, Richard L. Population of states and counties of the United States: 1790 to 1990 from the Twenty-one Decennial Censuses, pp. 108-109. Бюро перепису населення США, March 1996. ISBN 9780934213486. Accessed October 6, 2013.
2. ↑  New Jersey: 2010 - Population and Housing Unit Counts; 2010 Census of Population and Housing, p. 6, CPH-2-32. Бюро перепису населення США, August 2012. Accessed August 29, 2016.
3. ↑  DP-1 – Profile of General Demographic Characteristics: 2000; Census 2000 Summary File 1 (SF 1) 100-Percent Data for Sussex County, New Jersey[недоступне посилання], Бюро перепису населення США. Accessed September 30, 2013.(англ.) Наведено за англійською вікіпедією.
4. ↑  DP1 – Profile of General Population and Housing Characteristics: 2010 Demographic Profile Data for Sussex County, New Jersey[недоступне посилання], Бюро перепису населення США. Accessed March 25, 2016.
5. ↑  U.S. Census Bureau Delivers New Jersey's 2010 Census Population Totals, Бюро перепису населення США, February 3, 2011. Accessed February 5, 2011.
6. ↑  Snyder, John P. The Story of New Jersey's Civil Boundaries: 1606–1968, Bureau of Geology and Topography; Trenton, New Jersey; 1969. p. 229. Accessed May 31, 2012.(англ.) Наведено за англійською вікіпедією.
7. ↑  American FactFinder. Бюро перепису населення США. Архів оригіналу за 26 лютого 2012. Процитовано 31 січня 2008. [Архівовано 2008-05-21 у Wayback Machine.]

| США | Це незавершена стаття з географії США. Ви можете допомогти проєкту, виправивши або дописавши її. |